# Coupéville
Coupéville est une commune française, située dans le département de la Marne en région Grand Est.

## Géographie

### Localisation
Coupéville se trouve au centre-est du département de la Marne, en région Grand Est. La commune appartient à la région agricole de la Champagne crayeuse.
La commune de Coupéville s'étend sur une superficie de 3 042 hectares. Sur son territoire, qualifié de « coupé de collines et de ravins » ou encore « très accidenté, ravineux, grand et irrégulier », l'altitude varie de 106 à 214 mètres. Son point culminant, le Mont Épée, est situé au sud-ouest de la commune. Le village de Coupéville et le hameau des Ormes se trouvent à moins de 120 mètres d'altitude dans la vallée de la Moivre, rivière qui s'écoule d'est en ouest au centre du territoire communal.
Par la route, Coupéville se situe à 21 km de Châlons-en-Champagne, préfecture de la Marne, à 31 km de Vitry-le-François, à 39 km de Sainte-Menehould, et à 16 km de Saint-Germain-la-Ville, siège de la communauté de communes de la Moivre à la Coole dont Coupéville fait partie. La commune fait en outre partie du bassin de vie de Châlons-en-Champagne.
Coupéville est limitrophe de 5 communes :
| Marson                | Poix              |           |
| Saint-Jean-sur-Moivre | Coupéville        | Le Fresne |
|                       | Vanault-le-Châtel |           |

### Hydrographie
La commune est traversée par la ligne de partage des eaux entre les régions hydrographiques « la Seine de sa source au confluent de l'Oise (exclu) » et « la Seine du confluent de l'Oise (inclus) à l'embouchure » au sein du bassin Seine-Normandie. Elle est drainée par la Moivre,.
La Moivre, d'une longueur de 23 km, prend sa source dans la commune de Moivre et se jette dans la Marne à Vésigneul-sur-Marne, après avoir traversé huit communes. 

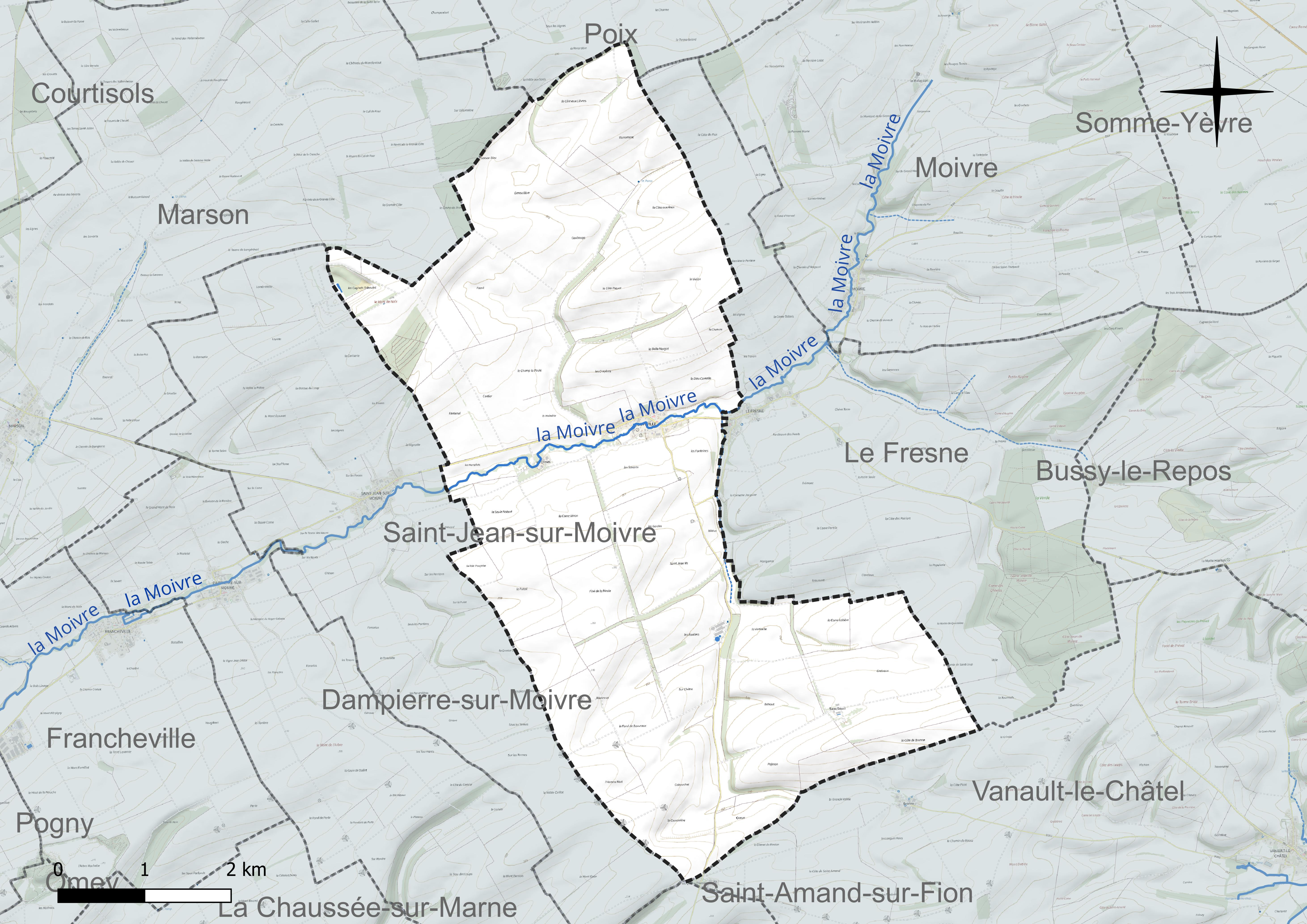
Réseau hydrographique de Coupéville.

### Climat
Pour des articles plus généraux, voir Climat du Grand Est et Climat de la Marne.
En 2010, le climat de la commune est de type climat océanique dégradé des plaines du Centre et du Nord, selon une étude du Centre national de la recherche scientifique s'appuyant sur une série de données couvrant la période 1971-2000. En 2020, Météo-France publie une typologie des climats de la France métropolitaine dans laquelle la commune est exposée à un climat océanique altéré et est dans la région climatique  Nord-est du bassin Parisien, caractérisée par un ensoleillement médiocre, une pluviométrie moyenne régulièrement répartie au cours de l’année et un hiver froid (3 °C). 
Pour la période 1971-2000, la température annuelle moyenne est de 10,2 °C, avec une amplitude thermique annuelle de 15,8 °C. Le cumul annuel moyen de précipitations est de 775 mm, avec 12,5 jours de précipitations en janvier et 8,8 jours en juillet. Pour la période 1991-2020, la température moyenne annuelle observée sur la station météorologique de Météo-France la plus proche, « Somme-Vesle », sur la commune de Somme-Vesle à 9 km à vol d'oiseau, est de 10,7 °C et le cumul annuel moyen de précipitations est de 782,0 mm. 
La température maximale relevée sur cette station est de 41,5 °C, atteinte le 25 juillet 2019 ; la température minimale est de −17,6 °C, atteinte le 21 février 1994,,. 
Les paramètres climatiques de la commune ont été estimés pour le milieu du siècle (2041-2070) selon différents scénarios d'émission de gaz à effet de serre à partir des nouvelles projections climatiques de référence DRIAS-2020. Ils sont consultables sur un site dédié publié par Météo-France en novembre 2022.

### Milieux naturels et biodiversité
L'Inventaire national du patrimoine naturel (INPN) recense 395 espèces sur le territoire de la commune, dont 72 espèces protégées et 36 espèces menacées.
Coupéville ne compte aucune zone naturelle d'intérêt écologique, faunistique et floristique (ZNIEFF) ou autre espace naturel protégé sur son territoire.

## Urbanisme

### Typologie
Au 1er janvier 2024, Coupéville est catégorisée commune rurale à habitat dispersé, selon la nouvelle grille communale de densité à sept niveaux définie par l'Insee en 2022.
Elle est située hors unité urbaine. Par ailleurs la commune fait partie de l'aire d'attraction de Châlons-en-Champagne, dont elle est une commune de la couronne,. Cette aire, qui regroupe 97 communes, est catégorisée dans les aires de 50 000 à moins de 200 000 habitants,.

### Occupation des sols
L'occupation des sols de la commune, telle qu'elle ressort de la base de données européenne d’occupation biophysique des sols Corine Land Cover (CLC), est marquée par l'importance des territoires agricoles (97,4 % en 2018), une proportion sensiblement équivalente à celle de 1990 (98 %). La répartition détaillée en 2018 est la suivante : terres arables (97,4 %), zones urbanisées (1 %), milieux à végétation arbustive et/ou herbacée (0,9 %), mines, décharges et chantiers (0,6 %), forêts (0,1 %).
En 1845, J. Chalette décrivait l'occupation des sols de la manière suivante : « 3,042 kilomètres, dont environ 2,400 en terres labourables, 550 en bois de sapins, 3 en bois ordinaires, etc. On y fait 60 hectares de sarrasin, 150 de prés artificiels que l'on stimule avec du plâtre, et 50 en colza et navette ».
L'évolution de l’occupation des sols de la commune et de ses infrastructures peut être observée sur les différentes représentations cartographiques du territoire : la carte de Cassini (XVIIIe siècle), la carte d'état-major (1820-1866) et les cartes ou photos aériennes de l'IGN pour la période actuelle (1950 à aujourd'hui).

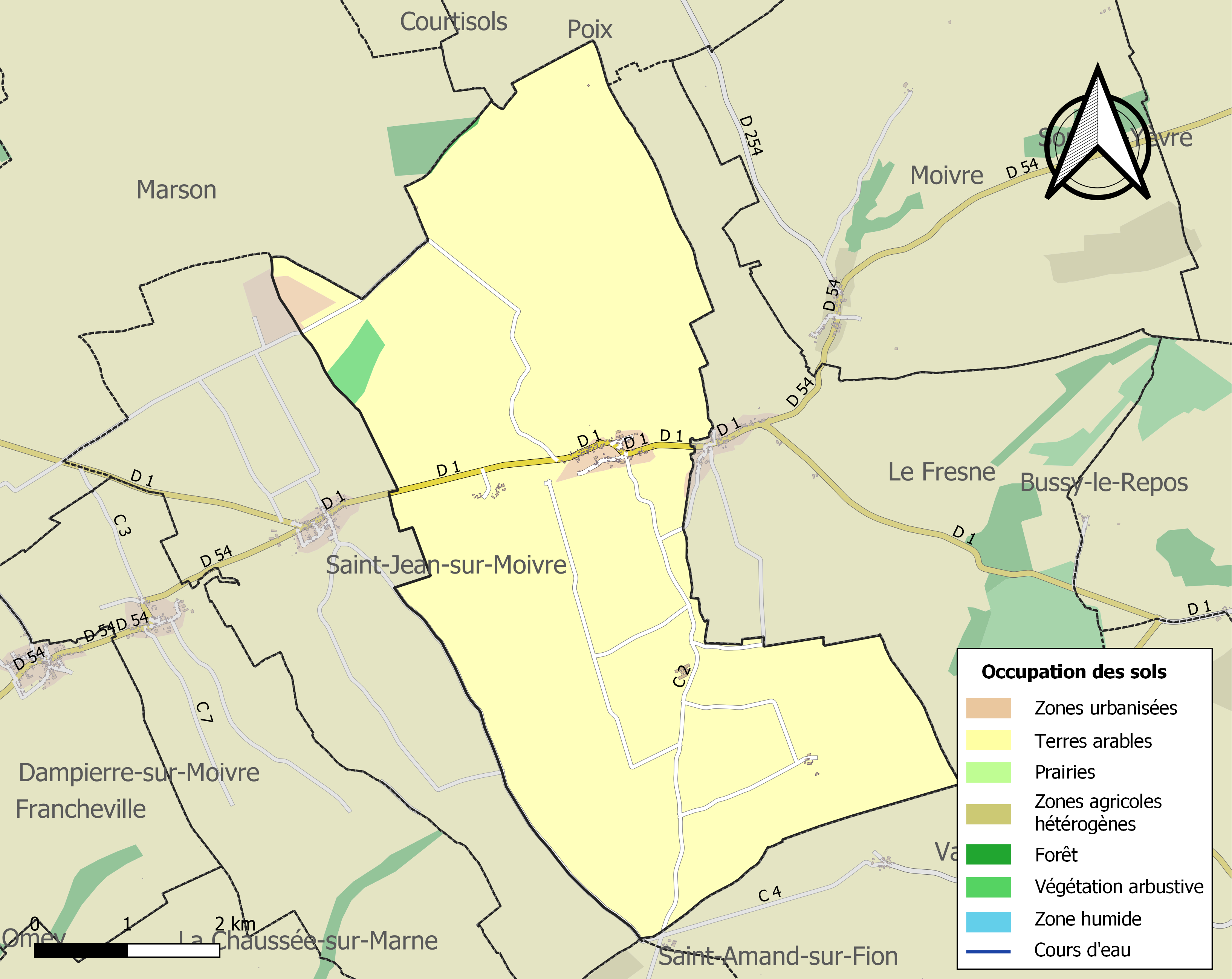
Carte des infrastructures et de l'occupation des sols de la commune en 2018 (CLC).

### Morphologie rurale et hameaux
Le village de Coupéville « est composé de deux rues parallèles, séparées l'une de l'autre, dans toute leur longueur, par des jardins et par la rivière ».
La commune comprend également le hameau les Ormes, sur la Moivre à l'ouest du village, et l'écart Sans Souci au sud-est de son territoire.

### Voies de communication et transports
Coupéville est traversée par la route départementale 1, entre Saint-Jean-sur-Moivre (puis Marson et Châlons-en-Champagne) à l'ouest et Marne (puis la Meuse) à l'est. La route départementale 860 part du village en direction de la Ferme des Quatre Chemins (Vanault-le-Châtel) puis Saint-Amand-sur-Fion au sud.

## Toponymie
Le nom de la localité est attesté sous les formes Ecclesia de Copeel super Moviam (1107) ; Copei Villa (1154-1161) ; Cupevilla (1154-1161) ; Copevilla (1181) ; Copelvilla (1197) ; Copesville (vers 1220) ; Coupelvilla (1226) ; Choupelvile (1237) ; Coupeauville, Coupeavile (vers 1252) ; Copealvile (1253) ; Coupeville (1260) ; Coupiauville, Coupelville (vers 1274) ; Coupeel Villa (1276) ; Coupiauvilla (1280) ; Coupolvilla (1283) ; Copadivilla (1289) ; Couppeville (1367) ; Coupesvilla (1405) ; Coppeville (1418) ; Coupesville (1461) ; Couppelz-Ville (1501) ; Couppesville (1520) ; Compessvilla (1542) ; Coupesville-sur-Moivre (1580) ; Coupevilla (1775).

## Histoire
« Des lettres de Charles VI confirment au chapitre de la cathédrale de Chalons, en 1402, le droit de justice à Coupéville, et la faculté d'entretenir, dans ce village, un maire ou mayeur, dans une maison de la mairie de Coole. En 1253, l'abbaye de Trois-Fontaines possédait divers biens à Coupéville. Des titres de 1240 et de 1316 citent l'ordre du Temple comme ayant des droits sur ce village. La commanderie de Saint-Amand y était aussi propriétaire, en 1545. ».
« Les Ormes [...] passent pour avoir été une ancienne maison de religieuses de Sainte-Marie ou de Notre-Dame des Ormes, qui se seraient retirées à Châlons. ».

## Politique et administration

### Intercommunalité
La commune, antérieurement membre de la communauté de communes du Mont de Noix, est membre, depuis le 1er janvier 2014, de la Communauté de communes de la Moivre à la Coole.
En effet, conformément au schéma départemental de coopération intercommunale de la Marne du 15 décembre 2011, cette Communauté de communes de la Moivre à la Coole est issue de la fusion, au 1er janvier 2014, de la Communauté de communes de la Vallée de la Coole, de  la Communauté de communes de la Guenelle, de la Communauté de communes du Mont de Noix et de la Communauté de communes de la Vallée de la Craie.

### Liste des maires
| Période                                  | Période                      | Identité                      | Étiquette | Qualité                                                                         |
| ---------------------------------------- | ---------------------------- | ----------------------------- | --------- | ------------------------------------------------------------------------------- |
| Les données manquantes sont à compléter. |                              |                               |           |                                                                                 |
| an VIII                                  | an XII                       | Etienne Grandjean             |           |                                                                                 |
| an XII                                   | 1812                         | Jean-Baptiste Brémont         |           |                                                                                 |
| 1812                                     | 1827                         | Jean-Nicolas Jennequin        |           |                                                                                 |
| 1827                                     | 1871                         | Jean-Baptiste Cyrille Brémont |           |                                                                                 |
| 1871                                     | 1880                         | Memmie Théophile Leblanc      |           |                                                                                 |
| 1880                                     | 1892                         | Alphonse Brémont              |           |                                                                                 |
| 1892                                     | 1904                         | Louis Legrand                 |           |                                                                                 |
| 1904                                     | 1915                         | Jules Michel                  |           |                                                                                 |
| 1919                                     | 1922                         | Justin Gérard                 |           |                                                                                 |
| 1922                                     | 1935                         | Edmond Hurel                  |           |                                                                                 |
| 1935                                     | 1960                         | Charles Abelé                 |           |                                                                                 |
| 1960                                     | 1962                         | Gaëtan Charligny              |           |                                                                                 |
| 1962                                     | 1977                         | Xavier Abelé                  |           |                                                                                 |
| 1977                                     | 1983                         | Pierre Michel                 |           |                                                                                 |
| 1983                                     | 2001                         | Gilles Charligny              |           |                                                                                 |
| mars 2001                                | En cours (au 4 juillet 2014) | Marie Ancellin                |           | Présidente de la CC du Mont de Noix (? → 2013) Réélue pour le mandat 2014-2020, |

## Équipements et services publics

### Eau et déchets
L'approvisionnement en eau potable et l'assainissement des eaux usées sont des compétences de la communauté de communes de la Moivre à la Coole. La commune de Coupéville est alimentée en eau potable par le captage de Dampierre-sur-Moivre. L'approvisionnement en eau potable est délégué à Veolia. L'assainissement y est non collectif.
Le service public des déchets est assuré par le Syndicat mixte du Sud-Est Marnais (SYMSEM), qui a mis en place une redevance incitative. La collecte des ordures ménagères résiduelles (en bacs noirs pucés ou en sacs rouges prépayés) et des emballages ménagers recyclables (en sacs jaunes) est réalisée en porte à porte. Le SYMSEM adhérant au syndicat de valorisation des ordures ménagères de la Marne (SYVALOM), ces déchets sont amenés en centre de transfert à Sainte-Menehould ou Vitry-en-Perthois, puis valorisés sur le site de La Veuve. La collecte du verre se fait en apport volontaire, avant transformation dans une usine de Reims. Pour les déchets volumineux ou dangereux, le SYMSEM met à disposition de ses habitants une plateforme de déchets verts et gravats, à Saint-Amand-sur-Fion, ainsi que 12 déchèteries, à Arrigny, Courtisols, Givry-en-Argonne, Mairy-sur-Marne, Pargny-sur-Saulx, Pogny, Sainte-Menehould, Thiéblemont-Farémont, Valmy, Vanault-les-Dames, Villers-en-Argonne et Ville-sur-Tourbe.

### Enseignement
Coupéville fait partie de l'académie de Reims.
La commune dépend de l'école primaire « Arc-en-ciel » de Marson, installée rue du Montier et accueillant 96 élèves (chiffres 2024-2025).
Les enfants de Coupéville sont ensuite rattachés au collège Perrot d'Ablancourt et au lycée Étienne Oehmichen, tous les deux situés à Châlons-en-Champagne.

### Postes et télécommunications
Deux boîtes aux lettres de La Poste se trouvent sur le territoire de la commune, place de la Mairie et rue de Cocagne. Les bureaux de poste les pluss proches sont situés à Courtisols, La Chaussée-sur-Marne et Saint-Amand-sur-Fion, à environ 11 km de Coupéville.

### Justice, sécurité et secours
Du point de vue judiciaire, Coupéville relève du conseil de prud'hommes, du tribunal de commerce, du tribunal judiciaire, du tribunal paritaire des baux ruraux et du tribunal pour enfants de Châlons-en-Champagne, dans le ressort de la cour d'appel de Reims. Pour le contentieux administratif, la commune dépend du tribunal administratif de Châlons-en-Champagne et de la cour administrative d'appel de Nancy.
Coupéville est située en secteur Gendarmerie nationale et dépend de la brigade de Courtisols.
En matière d'incendie et de secours, la commune dépend du Service départemental d'incendie et de secours (SDIS) de la Marne.

## Démographie
L'évolution du nombre d'habitants est connue à travers les recensements de la population effectués dans la commune depuis 1793. Pour les communes de moins de 10 000 habitants, une enquête de recensement portant sur toute la population est réalisée tous les cinq ans, les populations de référence des années intermédiaires étant quant à elles estimées par interpolation ou extrapolation. Pour la commune, le premier recensement exhaustif entrant dans le cadre du nouveau dispositif a été réalisé en 2005.

En 2022, la commune comptait 168 habitants, en évolution de +2,44 % par rapport à 2016 (Marne : −1,19 %, France hors Mayotte : +2,11 %).
| 1793 | 1800 | 1806 | 1821 | 1831 | 1836 | 1841 | 1846 | 1851 |
| ---- | ---- | ---- | ---- | ---- | ---- | ---- | ---- | ---- |
| 325  | 316  | 310  | 278  | 290  | 299  | 272  | 267  | 285  |

| 1856 | 1861 | 1866 | 1872 | 1876 | 1881 | 1886 | 1891 | 1896 |
| ---- | ---- | ---- | ---- | ---- | ---- | ---- | ---- | ---- |
| 305  | 312  | 288  | 274  | 273  | 272  | 274  | 262  | 266  |

| 1901 | 1906 | 1911 | 1921 | 1926 | 1931 | 1936 | 1946 | 1954 |
| ---- | ---- | ---- | ---- | ---- | ---- | ---- | ---- | ---- |
| 240  | 233  | 218  | 253  | 200  | 199  | 196  | 214  | 215  |

| 1962 | 1968 | 1975 | 1982 | 1990 | 1999 | 2005 | 2006 | 2010 |
| ---- | ---- | ---- | ---- | ---- | ---- | ---- | ---- | ---- |
| 168  | 190  | 150  | 175  | 168  | 147  | 146  | 143  | 187  |

| 2015 | 2020 | 2022 | - | - | - | - | - | - |
| ---- | ---- | ---- | - | - | - | - | - | - |
| 170  | 165  | 168  | - | - | - | - | - | - |

## Économie
Au XIXe siècle, l'essentiel de l'économie locale est tournée vers l'agriculture : seigle, chanvre, orge, avoine, sarrazin et sainfoin. On y compte deux moulins à eau et un moulin à vent. Une foire aux bestiaux se tenait le 1er avril.
Au nord-ouest de la commune, se trouve la carrière de craie des Cugnots Triboulot. En 2019, la carrière s'étend sur 33 hectares, à cheval sur Coupéville et Saint-Jean-sur-Moivre, et alimente l'usine de production de carbonate de calcium d'Omey. La présence d'une importante carrière de craie au nord du village était déjà mentionnée en 1845.

## Culture locale et patrimoine

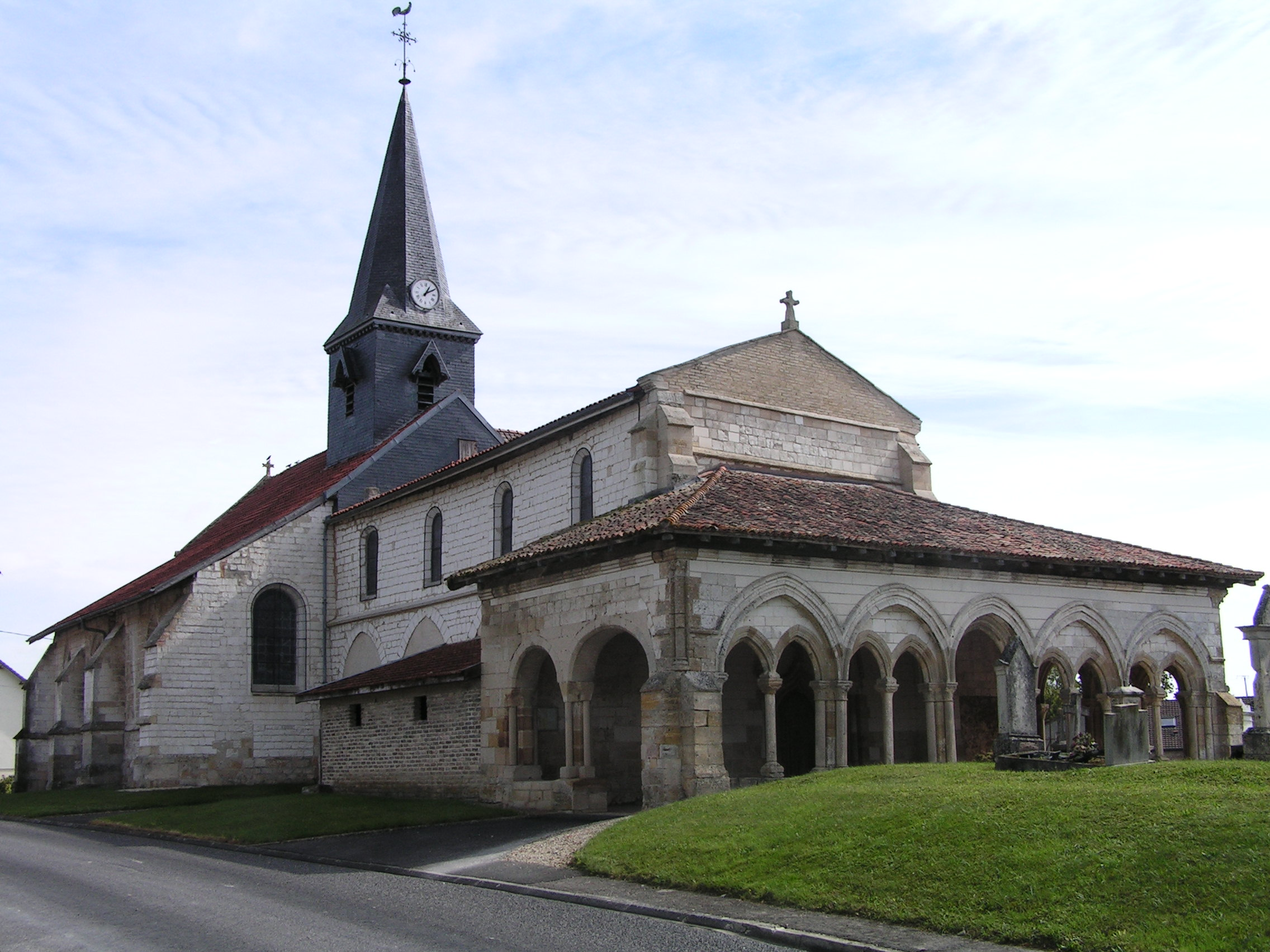
L'église et son porche.

### Lieux et monuments
- L'église Saint-Memmie date des XIIe et XIIIe siècles, précédée d'un porche en appentis, (M.H.), portails flamboyants, maître autel du XVIIIe siècle[51].

### Personnalités liées à la commune
- Charles Abelé (1893-1985), maire de la commune pendant 25 ans, président de la Mutualité agricole de la Marne et des Ardennes et officier de la Légion d'honneur.